# Highway Star (песня)
Highway Star (с англ. — «Звезда автострады») — песня рок-группы Deep Purple, записанная в декабре 1971 года и впервые выпущенная в альбоме Machine Head в марте 1972 года.

## История создания

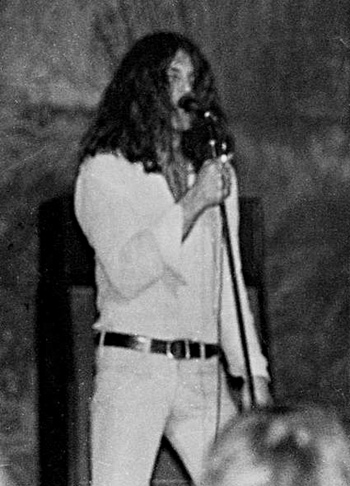
Ян Гиллан в 1972 году

Общий набросок песни появился в автобусе в сентябре 1971 года, когда группа в ходе своего турне по Великобритании ехала в Портсмут. Кто-то из присутствующих журналистов спросил Ричи Блэкмора о том, как они пишут свои песни. Блэкмор взял акустическую гитару (по другим сведениям банджо) и начал играть рифф из повторяющейся ноты соль. К нему присоединился Ян Гиллан, на ходу придумывая текст и импровизируя с мелодией. Этим же вечером, 13 сентября 1971 года, прообраз песни был исполнен на концерте в зале Portsmouth Guildhall. Текст песни на тот момент был сплошной импровизацией Гиллана, со строчками типа «…Steve McQueen, Mickey Mouse and Brigitte thingy».
Первая версия песни была записана в сентябре 1971 года для немецкой программы Beat-Club и доступна на DVD History, Hits & Highlights '68-'76
Дальнейшую доработку песня прошла в декабре 1971 года в Монтрё, где группа записывала альбом Machine Head. Именно там появился текст песни, а также тщательно написанные и сыгранные органное и гитарное соло. Название песни придумал Роджер Гловер.
Энергичная песня стала открывающей альбом Machine Head и в дальнейшем, как правило, долгое время исполнялась первой на концертах группы, открывая также концертные альбомы Made in Japan (1972), Nobody's Perfect (1988) и Come Hell or High Water (1994). В более поздних выступлениях песня стала исполняться «на бис».

## Музыка и текст
Песня повествует о молодом человеке, который отождествляет свой автомобиль с любимой девушкой и о его ощущениях, которые он переживает, управляя им.
Музыкально песню рассматривают как одну из первых песен в стиле спид-метал.
Песня начинается с вступления, сыгранного медиатором на бас-гитаре и пронзительного вокализа фальцетом в исполнении Гиллана. По оценке Rock Cellar Magazine, вокализ Гиллана в этой песне входит в 11 примеров лучшего скриминга в рок-музыке. После вступления следуют два куплета, за ними органное соло Джона Лорда, по версии портала Digital Dream Door занимающее 13 место среди 100 величайших клавишных соло

Здесь вы можете услышать, как искаженный звук лордовского органа пробивает себе путь через усилители и предлагает группе нечто очень тяжелое, похожее на ещё одну ритм-гитару. И не только это. Там ещё есть обжигающее, бушующее соло. И эти острые, тяжелые удары — они заставляют твое сердце биться учащенно, в ритме музыки. Именно здесь мы слышим тех Deep Purple, которые стали прародителями современного хеви-метала.— http://inosmi.ru/world/20120717/195088630.html#ixzz2fhj9x2lZ The Guardian. Джон Лорд: пять великих произведений Deep Purple и Whitesnake

Истеричное и бурлящее соло клавишника Deep Purple, врывающееся в середину композиции — жемчужина этой песни.— http://www.vesti.ru/doc.html?id=851671 Памяти Джона Лорда: лучшие композиции клавишника Deep Purple
После очередного куплета следует не менее примечательное соло на гитаре Ричи Блэкмора. Прогрессия аккордов в соло (ре-минор — соль-минор — до-мажор — ля-мажор), по словам Блэкмора, является типичной для Баха, и это соло является единственным из всех работ гитариста, оригинал которого он помнит наизусть, и едва ли не единственным соло, которое он писал тщательно, нота за нотой, в течение нескольких дней.
После соло Гилланом исполняется последний куплет.
В концертных выступлениях группа часто импровизирует в исполнении песни.

## Кавер-версии
Песню исполняли и записывали Dream Theater, Type O Negative, Faith No More, Chickenfoot, Stryper, At Vance, Buckcherry, Metal Church, Гленн Хьюз, Ингви Мальмстин, проект G3, проект Generation Axe  и другие исполнители.

## Песня в культуре
Песню можно услышать в:
- видеоигре Rock Band
- видеоигре Rock Revolution
- видеоигре Elite Beat Agents
- видеоигре Rock n’ Roll Racing
- видеоигре Guitar Freaks
- фильме Под кайфом и в смятении
- фильме Обкуренная молодёжь
- сериале Шоу 70-х
- сериале Пространство
- мультсериале Футурама
- в художественном фильме «Гамлет. XXI век» режиссера Ю.Кара
- в иранском фильме «Свинья» (2018) звучит кавер-версия песни на персидском языке[18][19]

## Оценки
В 2010 году производитель электрогитар — компания Gibson включила соло из «Highway Star» в свой список «50 величайших гитарных соло всех времён».
В 2019 году гитарное соло из песни заняло 12-е место в списке «100 величайших гитарных соло всех времён» по версии журнала Classic Rock. В 2017 году журнал New Musical Express поставил соло из песни на 11-е место в списке «50 лучших гитарных соло всех времён».
В 2021 году журнал Guitar Player включил гитарное соло из «Highway Star» в рейтинг «20 величайших гитарных соло всех времён», а в 2022 году — в список «40 важнейших гитарных соло XX века». В 2022 году журнал Total Guitar в поставил песню на 13-е место в рейтинге «50 величайших гитарных соло всех времён».
В 2010 году сайт Pedal To The Metal поставил «Highway Star» на 10-е место в списке Top 12 Head Banging Car Cruising Songs, включающем 12 песен, создающих соответствующее настроение во время скоростной езды на автомобиле.
В том же году сайт DigitalDreamDoor.com поместил песню на 58-ю строчку в своём списке 100 Greatest Car Songs, учитывающем не столько музыкальную составляющую, сколько близость композиции к автомобильной тематике.
Чемпион мира по кайтсёрфингу Пётр Тюшкевич назвал песню в числе десяти треков, наиболее подходящих для сёрфинга, заметив, что под песни Deep Purple «всегда хочется куда-то ехать или лететь».[значимость факта?]
По результатам голосования на сайте сообщества Deep Purple, соло Блэкмора заняло второе и третье места среди лучших гитарных соло состава Mark II (с альбомов Made in Japan и Machine Head соответственно). Читатели журнала Guitar World поставили соло на 15-е место среди «100 величайших гитарных соло», слушатели британской радиостанции Planet Rock — на 13 место среди 20 лучших соло в истории рок-музыки. В 2022 году повторное голосование той же радиостанции поставило соло на 14-е местов среди «75 величайших гитарных соло всех времён».
Портал DigitalDreamDoor.com поставил соло из песни на 8-е место из 100 лучших рок-соло и на 1-е место среди соло Ричи Блэкмора.

Наверное, это одно из лучших соло в исполнении Ричи Блэкмора.
Оригинальный текст (англ.)…it's probably one of the best solos Richie Blackmore's ever played.
— UK music paper, 1972